# Gare de Jõhvi
La gare de Jõhvi est une gare ferroviaire  située à Jõhvi en Estonie.

## Situation ferroviaire
Elle se situe sur la Ligne de Tallinn à Narva.

## Histoire
La gare a été ouverte ne 1929, son bâtiment a été détruit par la guerre le 18 septembre 1944.

### Accueil

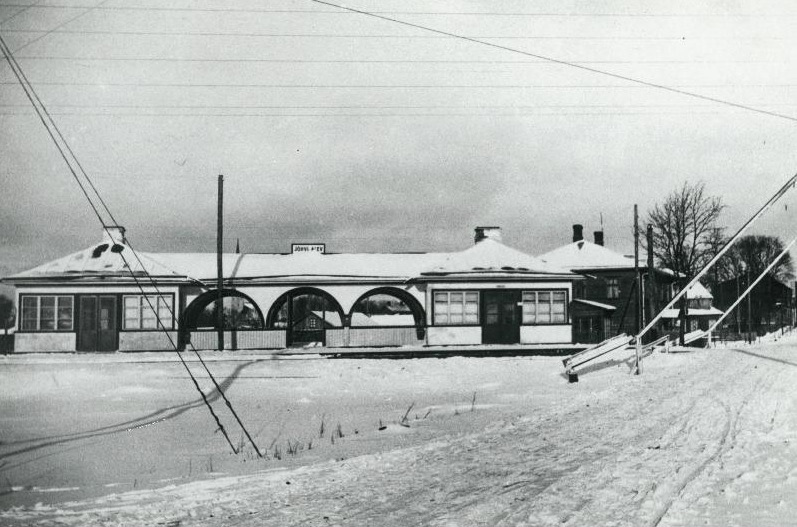
Le premier bâtiment de la gare,
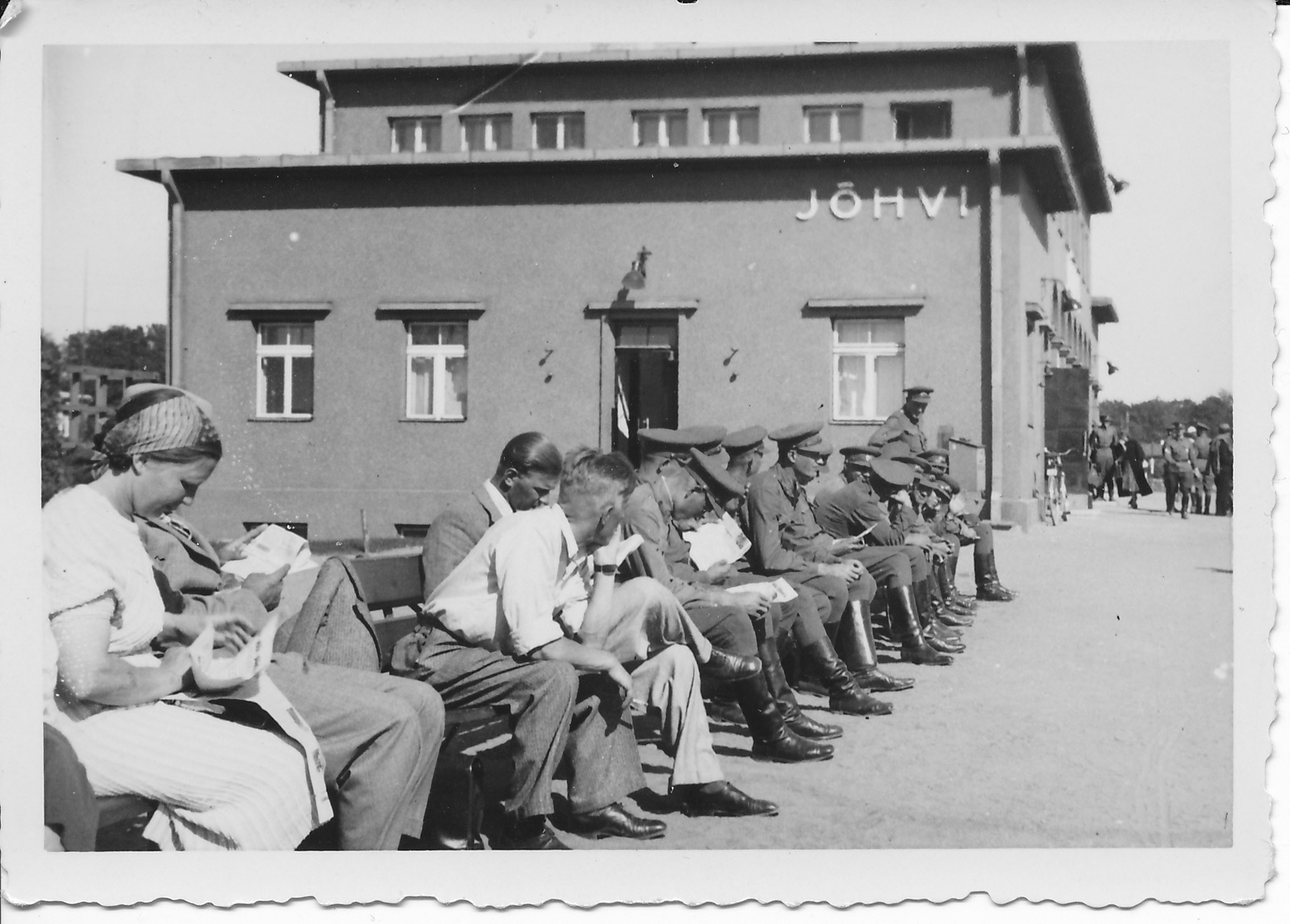
en 1939,
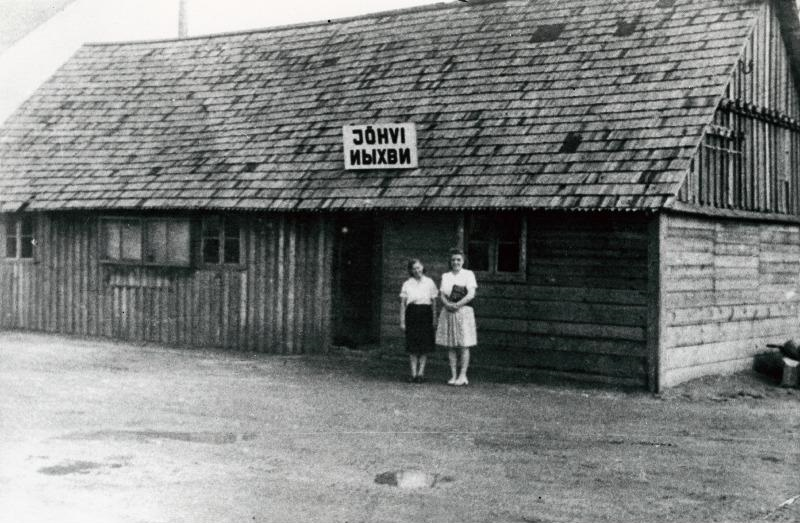
bâtiment provisoire de l'après-guerre.